# Luis de Ulloa
 (mars 2024).
Luis de Ulloa y Pereira, né à Toro en 1584 et mort dans cette même ville en 1674, est un écrivain du siècle d'or espagnol.

## Biographie
Luis de Ulloa naquit vers la fin du XVIe siècle, à Toro, petite ville sur le Duero, entre Tordesillas et Zamora. Indépendamment de son mérite poétique, il était très-bon humaniste et versé dans l’étude des langues. Ses talents le firent distinguer dans la foule des poètes qui parurent en Espagne sous le règne de Philippe IV. Le duc d’Olivares se déclara son protecteur et lui fit obtenir l’emploi de corrégidor de la ville de Léon. Il se démit de cette charge, passa ses dernières années dans la retraite et mourut en 1660. Les Œuvres en prose et en vers de Ulloa ont été recueillies par son fils aîné, en un volume, Madrid, 1659 et 1674, in-4°. Outre des sonnets, des canciones et des satires, on y trouve un poème en soixante-seize octaves, intitulé Raquel, ou les Amours d’Alphonse VIII, que Millin a traduit en français dans le second volume des Mélanges de littérature étrangère. Le sujet de cette intéressante narration poétique, empruntée à l’histoire espagnole du XIIe siècle, est la mort d’une belle juive qui, après avoir captivé pendant sept ans le roi Alphonse VIII, et protégé auprès de ce prince tous ceux de sa nation, ainsi qu’une autre Esther, fut impitoyablement égorgée par une troupe de conjurés, tandis que le roi était à la chasse dans les montagnes. Une singulière facilité dans la versification et une foule de détails spirituels rendent très-agréable la lecture de ce petit poème, qui, sans être d’un goût constamment irréprochable, est fort estimé en Espagne. Il a été reproduit dans le premier volume du Parnaso Español de Juan José López de Sedano. Le septième volume du même recueil contient aussi deux morceaux très-remarquables de Louis de Ulloa, adressés à son protecteur le comte-duc d’Olivares. Dans l’un, prenant le contre-pied d’un texte très-rebattu chez les poètes espagnols, il vante la vie de cour et la préfère à la retraite. C’est une épître en tercets dans le genre du Capitolo italien. On y trouve, parmi d’excellents détails, beaucoup de traits entortillés et obscurs de l’école gongoriste, à laquelle n’appartient pas le poème de Raquel. L’autre pièce est du genre lyrique dit Romance, en petits quatrains à rimes assortantes : l’auteur se plaint au comte-duc d’être séparé de ses deux fils, auxquels le ministre avait accordé des emplois lucratifs en Amérique, et il le remercie en même temps d’une manière très-délicate.